# 15 cm Kanone 16
15 cm Kanone 16 (нем. 15 см пушка 1916 года) — немецкая тяжёлая полевая пушка времён Первой и Второй мировых войн.

## Описание
Это орудие было одним из самых тяжёлых, поэтому в качестве лафета ему служила четырёхколёсная телега со стальными колёсами. Отдельно транспортировались орудийный щит и ствол. Орудие могло стрелять двумя типами фугасных снарядов: использовались три заряда, дававших разную скорость. Первый заряд давал начальную скорость в 555 м/с, второй — в 696 м/с, третий — в 757 м/с.

## Использование
Орудие состояло на вооружении Германской империи в Первую мировую войну. 
После окончания войны некоторое количество пушек было спрятано от комиссий. В результате к сентябрю 1939 года на вооружении находилось 28 таких пушек, которые использовались в крепостной и береговой оборонах. 
Так же, по окончании войны большинство образцов было передано Бельгии как часть военных репараций. Во Вторую мировую после оккупации Бельгии вермахт вернул себе пушки и присвоил им наименование 15 cm K 429(b). Они использовались для береговой обороны (в основном на Атлантическом валу). 
В 1941 году часть орудий установили на лафеты от 21 cm Mrs.18, создав новый вариант орудия.

## Похожие орудия
- 6-дюймовая пушка Mark XIX
- 155-мм пушка Фийю образца 1917 года